# 63. Nemzetközi Matematikai Diákolimpia
A 63. Nemzetközi Matematikai Diákolimpiát (IMO 2022) 2022. július 6–16. között rendezték meg hibrid formában, a hivatalos házigazda ország Norvégia volt, Oslo városában. A világ legrangosabb középiskolai matematikaversenyére 104 ország összesen 589 versenyzője – köztük 68 lány – vett részt.
A verseny lebonyolítása hibrid módon történt: azok az országok, amelyek vállalni tudták, személyesen vettek részt a norvégiai központi helyszínen, míg más csapatok saját országukban, felügyelt vizsgaközpontokban kapcsolódtak be a megmérettetésbe. Az egységes elbírálást központi koordináció biztosította.
A megmérettetésen egyéni szinten legfeljebb 42 pontot lehetett elérni; a kiemelkedő eredmények alapján 44 arany-, 101 ezüst- és 140 bronzérmet, valamint 210 dicséretet osztottak ki.

## Országok eredményei pont szerint
A következő táblázat az IMO 2022 hivatalos országos eredményeit mutatja a csapat összpontszáma alapján (6 versenyző teljesítményének összege, maximum 252 pont).
| Helyezés | Ország             | Csapattagok száma | Összpontszám |
| -------- | ------------------ | ----------------- | ------------ |
| 1        | Kína               | 6                 | 252          |
| 2        | Dél-Korea          | 6                 | 208          |
| 3        | Egyesült Államok   | 6                 | 207          |
| 4        | Vietnám            | 6                 | 196          |
| 5        | Románia            | 6                 | 194          |
| 6        | Thaiföld           | 6                 | 193          |
| 7        | Németország        | 6                 | 192          |
| 8        | Irán               | 6                 | 191          |
| 9        | Japán              | 6                 | 191          |
| 10       | Izrael             | 6                 | 188          |
| 11       | Olaszország        | 6                 | 188          |
| 12       | Lengyelország      | 6                 | 183          |
| 13       | Egyesült Királyság | 6                 | 179          |
| 14       | Kanada             | 6                 | 178          |
| 15       | Tajvan             | 6                 | 178          |
| 16       | Bulgária           | 6                 | 177          |
| 17       | Kazahsztán         | 6                 | 174          |
| 18       | Ukrajna            | 6                 | 174          |
| 19       | Brazília           | 6                 | 173          |
| 20       | Hongkong           | 6                 | 173          |

## Magyar eredmények
A magyar csapat a versenyen a 32. helyen végzett 158 ponttal. A csapat egy ezüst- és öt bronzérmet szerzett.
| Versenyző neve       | Iskola                             | Évfolyam | Eredmény  | Pontszám |
| -------------------- | ---------------------------------- | -------- | --------- | -------- |
| Kovács Tamás         | Fazekas Mihály Gimnázium, Budapest | 12.      | ezüstérem | 30       |
| Seres‑Szabó Márton   | Fazekas Mihály Gimnázium, Budapest | 11.      | bronzérem | 28       |
| Nádor Benedek        | Fazekas Mihály Gimnázium, Budapest | 11.      | bronzérem | 27       |
| Terjék András József | Fazekas Mihály Gimnázium, Budapest | 11.      | bronzérem | 25       |
| Molnár‑Szabó Vilmos  | Fazekas Mihály Gimnázium, Budapest | 12.      | bronzérem | 25       |
| Németh Márton        | Fazekas Mihály Gimnázium, Budapest | 11.      | bronzérem | 23       |

A csapat vezetője Frenkel Péter volt, helyettes vezetőként pedig Dobos Sándor vett részt a versenyen.